# In real life (internetterm)
De uitdrukking in real life (vaak afgekort irl) staat in internetjargon voor in het werkelijke leven: het leven buiten het internet en computerspellen. 
Soms is de afkorting eenvoudigweg RL (dan wordt de I van In dus weggelaten).
Ook wordt de Nederlandstalige afkorting HEL (voor Het Echte Leven) gebruikt. (Gekscherende of cynische vergelijking van de dagelijkse sleur van het leven met de hel.)
Mensen die een van die uitingen gebruiken, kunnen hiermee aangeven dat:
- ze naast hun virtuele bezigheden met (belangrijkere) dingen bezig zijn in het echte leven, zoals loopbaan, vrienden, gezin en/of familie;
- ze hun gedrag op het internet willen vergelijken met dat in het dagelijks leven (bijvoorbeeld: "Irl ben ik niet zo open over dat soort zaken.");
- ze niet eindeloos willen chatten, maar tot een echt rendez-vous overgaan (bijvoorbeeld "Ik wil je irl ontmoeten.").

Ook wordt de afkorting irl gebruikt in chatsessies om te verwijzen naar de echte identiteit van personen of zaken die op het internet achter een nickname schuilgaan.
Spelers van computerspellen verwijzen wel naar het echte leven om bijvoorbeeld aan te geven waarom ze erg goed zijn in een bepaald computerspel (bijvoorbeeld "Ik ben weinig in HEL" als antwoord op "Get a life!").